# Johann Schaumberger
Johann Baptist (Clemens) Schaumberger (* 23. September 1885 in Schwandorf; † 27. August 1955 in Gars am Inn) war ein deutscher Altorientalist und Wissenschaftshistoriker speziell der babylonischen Astronomie.
Johann Baptist wurde am 23. September 1885 als drittes Kind der Ehegatten Jakob Schaumberger, genannt „Torbäck“, und Barbara geb. Schreiber aus Tännesberg geboren.
Bis zum Ende der Volksschuljahre, die er in Schwandorf verbrachte, deutete nichts auf seinen späteren außergewöhnlichen Lebensweg hin. Ein entscheidender Tag war der 23. Mai 1895, als er an der Ablegung des Ordensgelübdes seines Onkels teilnahm. Dadurch wurde er ermuntert selbst die Aufnahme in einen Orden anzustreben.
Schaumberger trat 1903 dem Orden der Redemptoristen bei und studierte Theologie an deren Ordensschule in Gars am Inn und empfing am 13. Juni 1909 die Priesterweihe. Anschließend setzte er seine Studien am Biblicum in Rom fort, wo er 1913 promoviert wurde. Danach war er Lehrer für Bibel-Exegese an der Ordensschule in Gars am Inn. Er befasste sich auch mit Altorientalistik und Astronomiegeschichte des alten Mesopotamien. Er setzte dabei die Arbeit des Jesuiten-Gelehrten Franz Xaver Kugler fort (dieser starb 1929), für dessen Sternkunde und Sterndienst in Babel (Münster, ab 1907) er Ergänzungshefte schrieb (Münster 1935), wobei das angekündigte vierte Ergänzungsheft nie erschien. Mit Abraham Sachs verfasste er eine Ausgabe spätbabylonischer astronomischer Texte, die im Jahr seines Todes erschien. Dabei konnte er wie Kugler auch auf die Abschriften von Keilschrifttexten von Johann Strassmaier zurückgreifen.
Er untersuchte auch Keilschrifttexte aus der Zeit um Christi Geburt, die auf eine mögliche Erklärung des Sterns von Betlehem hinweisen, als Konjunktion von Jupiter und Saturn. In den 1930er Jahren besuchte er das Oriental Institut in Chicago, wo er astronomische Keilschrifttexte aus Uruk identifizierte.
Beispielsweise veröffentlichte er 1938 über ein gut in Keilschrifttexten dokumentiertes Ereignis (worüber die Gelehrten auch mit dem König korrespondierten), die Konjunktion von Mars und Saturn mit dem Mond in der Jungfrau am 15. März 669 v. Chr.
Johann Baptist starb am 27. August 1955 in Gars am Inn und wurde in der Gruft seines Klosters zur letzten Ruhe gebettet.